# ホアキン・サンチェス
ホアキン・サンチェス・ロドリゲス（Joaquín Sánchez Rodríguez, 1981年7月21日 - ）は、スペイン・エル・プエルト・デ・サンタ・マリア出身の元サッカー選手。元スペイン代表。現役時代のポジションはミッドフィールダー。
現役時代のラ・リーガ出場数622は、アンドニ・スビサレッタと並ぶ最多記録である。

## クラブ経歴

### レアル・ベティス
カディス県のエル・プエルト・デ・サンタ・マリアで生まれたホアキンはレアル・ベティスの下部組織で5年間プレーし、1999-2000シーズンには2部のレアル・ベティスBでレギュラーポジションを獲得した。ベティスBが3部に降格したために、2000-01シーズンはトップチームに登録され、2000年8月26日にトップチームデビューした。2000-01シーズンはトップチームでの初年度ながら38試合に出場して3得点を挙げるインパクトを見せ、1シーズンでの1部復帰に貢献した。
2001-02シーズンからの5シーズンで公式戦200試合以上に出場し、50以上のアシストを記録した。2004-05シーズンはすべてのリーグ戦に出場し、リーグ戦では5得点、コパ・デル・レイでは3得点した。2005年6月11日に行われたCAオサスナとのコパ・デル・レイ決勝の舞台は後にプレーすることになるエスタディオ・ビセンテ・カルデロンであり、2-1で勝利した。2005-06シーズンはUEFAチャンピオンズリーグに出場し、グループリーグ6試合すべてに出場したが、リヴァプールFCとチェルシーFCのイングランド勢に次ぐグループ3位で敗退に終わり、UEFAカップに回ることになった。UEFAカップでは決勝トーナメント2回戦でFCステアウア・ブカレストに敗れ、ベスト16に終わった。

### バレンシアCF
2006年8月初頭、バレンシアが移籍金1500万ユーロを支払ってマリオ・レゲイロを譲渡することで移籍が決定するかと思われたが、レゲイロがバレンシア残留を希望したことに加えて金銭面で問題が発生したため、バレンシアはレゲイロを譲渡せずにホアキンのために移籍金2500万ユーロ（約37億4000万円）を支払うことで決着した。この金額は当時のバレンシア史上最高額の移籍金であった。クラブとは5年契約を結び、1年間の延長オプションが付けられた。2006-07シーズンは35試合に出場し、5ゴールを決めた。

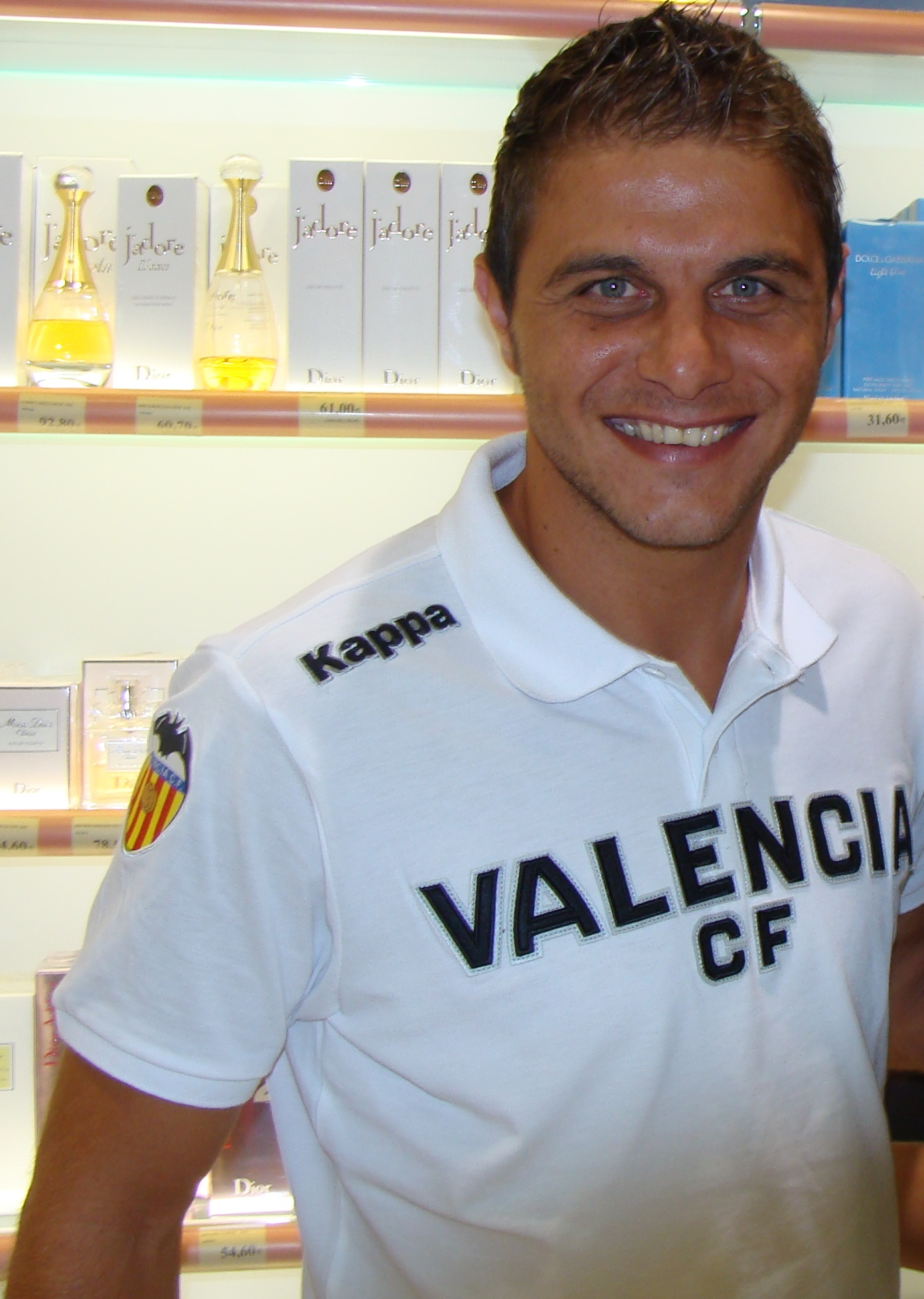
バレンシアでのホアキン（2010年）

ロナルド・クーマン監督が指揮を執った2007-08シーズンにはフォワードとして起用されることもあったが、慣れないポジションで本来の力を発揮できず、クーマン監督に「30ユーロ（約4800円）分の価値しかない」と批判された。2009-10シーズンはパブロ・エルナンデスが急速に台頭してきたため、リーグ戦ではレギュラーを外れる厳しいシーズンを強いられた。2010年夏、ダビド・ビジャがFCバルセロナに移籍したことに伴って背番号7を譲り受けた。

### マラガCF
2011年6月25日、当時大型補強を行っていたマラガCFに移籍した。移籍金は400万ユーロ。2012-13シーズンは主力が流出する中残留し、新たにセカンドトップの位置で活躍するなど、新境地を示した。

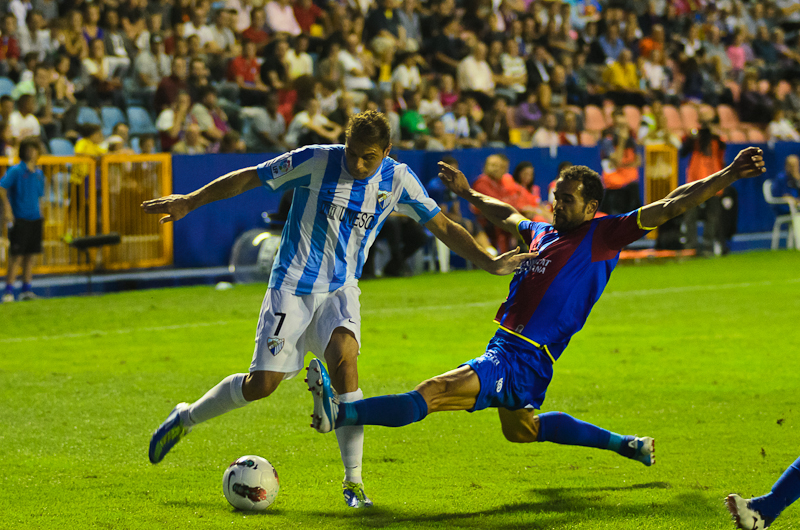
マラガでプレーするホアキン（2011年）

### ACFフィオレンティーナ
2013年6月12日、ACFフィオレンティーナに移籍することで合意した。

### レアル・ベティス
2015年8月31日、レアル・ベティスに復帰した。2018-19シーズン、37歳のホアキンは第3節のセビージャとのダービーマッチで後半75分途中からシーズン初出場、僅か5分後に決勝点となるゴールを決めた。2019年12月8日のビルバオ戦でキャリア初のハットトリックを達成。38歳140日でのハットトリックはディ・ステファノが1964年に記録した37歳での記録を抜き、リーガ最年長ハットトリック記録でもあり、さらにヨーロッパ五大リーグでも最年長記録となった。12月26日、クラブとの契約を2021年まで延長した。
2021年11月14日、2021-2022シーズン終了後の現役引退を発表したが、コパ・デル・レイ準決勝ラージョ・バジェカーノ戦の2ndレグでは決勝点をお膳立て、決勝戦バレンシア戦では途中出場、PK戦でもPKを成功させるなど優勝を果たすと、あと1シーズン現役を続けると明言した。

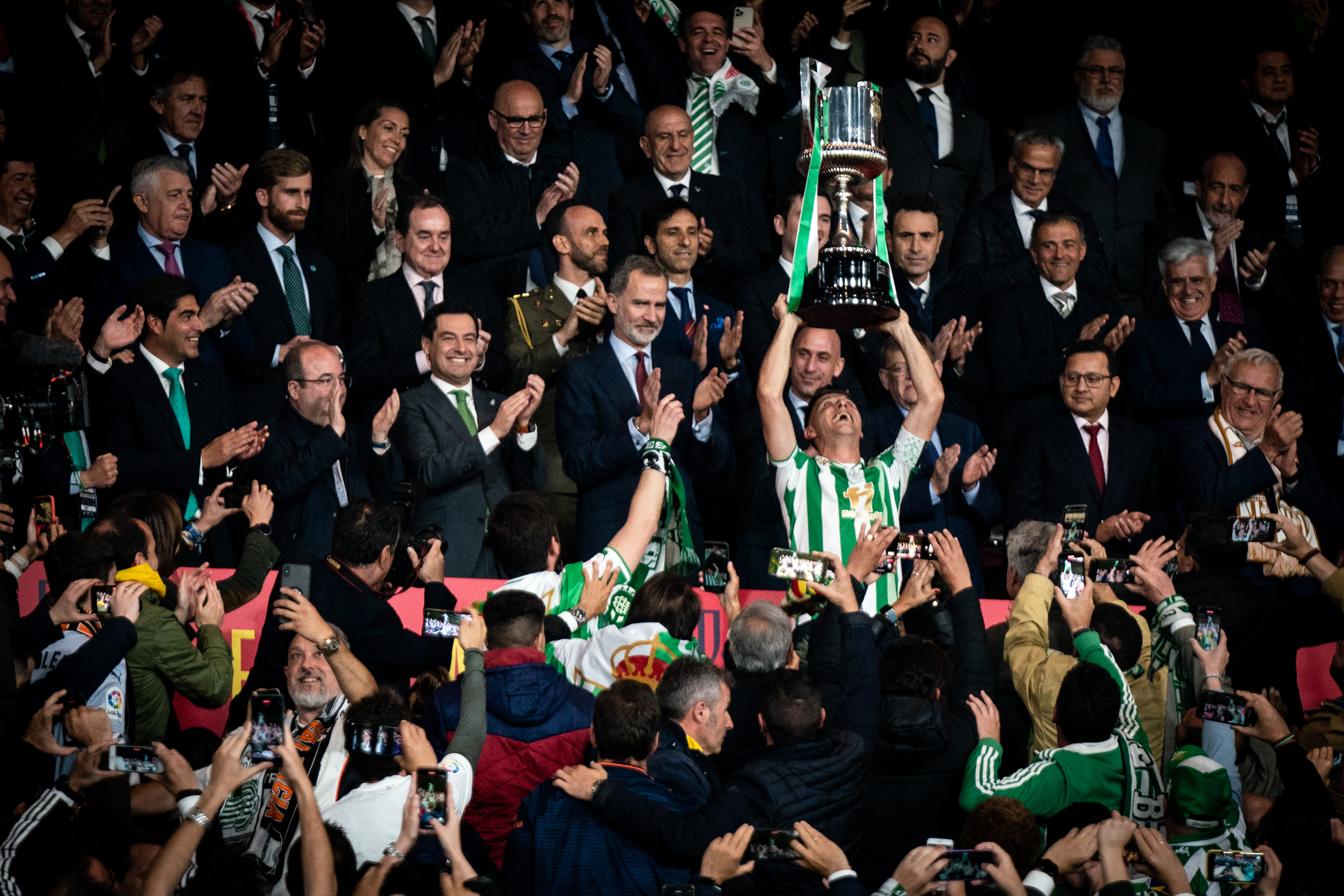
優勝トロフィーを掲げるホアキン

2022-23シーズン、9月15日のELルドゴレツ戦では、ペナルティエリア手前でミランダからのパスを受け取ると、右足で絶妙なカーブをかけてゴール右上隅に突き刺した。このゴールによってホアキンは、ダニエル・へスタッドが持っていたEL最年長得点記録（40歳98日）を41歳56日に塗り替えた。ホアキンは試合後の取材で、「フィオレンティーナでも似たようなゴールを決めたが、あの時よりも年齢を重ねているからより喜びが大きい」と話している。10月16日、アルメリア戦ででボルハ・イグレシアスのゴールをアシストし、リーグ戦での通算100アシストを達成した。このシーズン限りでの引退を表明。リーグ最終節の第38節バレンシア戦で先発から60分までプレーし、この出場でアンドニ・スビサレッタに並ぶラリーガの最多出場（622試合）を果たした。6月6日にベニート・ビジャマリンで引退試合が開催され、2得点を挙げた。

## 代表経歴
2002年2月13日にバルセロナで行われたポルトガルとの親善試合でスペイン代表デビューした。クラブでの華々しい活躍もあり、2002 FIFAワールドカップに出場するスペイン代表メンバーに選ばれた。グループリーグ1試合と準々決勝の韓国戦に出場したが、その韓国戦では2度の誤審に泣いた。延長戦でフェルナンド・モリエンテスに上げたクロスボールが決勝点をアシストしたかと思われたが、クロスを上げる前にゴールラインを割っていると判定され、審判に抗議したがノーゴールの判定は覆らなかった。決まっていればゴールデンゴールだったモリエンテスのゴールが認められなかったため、勝負はPK戦に持ち込まれ、ホアキンはスペインの4番目のキッカーとして登場したが、李雲在にセーブされて準決勝進出はならなかった。なお、のちにFIFAはホアキンのクロスへの判定が誤審であったことを認めている。
UEFA EURO 2004でも2試合に出場した。2006 FIFAワールドカップでは3試合に出場したが、レギュラーではなかった。FIFAワールドカップ後に「チームはルイス・アラゴネス監督の下で混乱している」と発言したためにしばらく代表を離れたが、2007年6月に約1年ぶりに代表に復帰し、リヒテンシュタイン戦で初めてキャプテンマークを巻いた。

## 家族
8人兄弟姉妹の3番目の子供として生まれ、大家族で育った。兄のルーカス・サンチェスはカディスCFなどでプレーするプロサッカー選手であり、リカルド・サンチェスはベティスの下部組織でプレーしたサッカー選手だった。2005年7月8日に挙式し、結婚式にはベティスのチームメイトが招待されたほか、勝ち取ったばかりのコパ・デル・レイのトロフィーも披露された。2006年9月22日に初娘が生まれた。

## 個人成績
2023年6月30日現在
| クラブ             | シーズン     | リーグ         | リーグ | リーグ | カップ | カップ | UEFA | UEFA | 通算 | 通算 |
| クラブ             | シーズン     | ディヴィジョン | 出場   | 得点   | 出場   | 得点   | 出場 | 得点 | 出場 | 得点 |
| ------------------ | ------------ | -------------- | ------ | ------ | ------ | ------ | ---- | ---- | ---- | ---- |
| レアル・ベティスB  | 1999–00      | セグンダB      | 27     | 2      | 0      | 0      | 0    | 0    | 27   | 2    |
| レアル・ベティス   | 2000–01      | セグンダ       | 38     | 3      | 1      | 0      | —    | —    | 39   | 3    |
| レアル・ベティス   | 2001–02      | ラ・リーガ     | 34     | 4      | 1      | 0      | —    | —    | 35   | 4    |
| レアル・ベティス   | 2002–03      | ラ・リーガ     | 37     | 9      | 3      | 2      | 5    | 1    | 45   | 12   |
| レアル・ベティス   | 2003–04      | ラ・リーガ     | 36     | 7      | 3      | 1      | —    | —    | 39   | 8    |
| レアル・ベティス   | 2004–05      | ラ・リーガ     | 38     | 5      | 9      | 0      | —    | —    | 47   | 5    |
| レアル・ベティス   | 2005–06      | ラ・リーガ     | 35     | 3      | 4      | 0      | 12   | 0    | 51   | 3    |
| レアル・ベティス   | クラブ通算   | クラブ通算     | 218    | 31     | 21     | 3      | 17   | 1    | 256  | 35   |
| バレンシア         | 2006–07      | ラ・リーガ     | 35     | 5      | 3      | 0      | 8    | 0    | 46   | 5    |
| バレンシア         | 2007–08      | ラ・リーガ     | 34     | 3      | 8      | 4      | 7    | 0    | 49   | 7    |
| バレンシア         | 2008–09      | ラ・リーガ     | 31     | 4      | 5      | 1      | 4    | 1    | 40   | 6    |
| バレンシア         | 2009–10      | ラ・リーガ     | 28     | 2      | 4      | 1      | 13   | 4    | 45   | 7    |
| バレンシア         | 2010–11      | ラ・リーガ     | 30     | 4      | 3      | 0      | 5    | 1    | 38   | 5    |
| バレンシア         | クラブ通算   | クラブ通算     | 158    | 18     | 23     | 6      | 37   | 6    | 218  | 30   |
| マラガ             | 2011–12      | ラ・リーガ     | 23     | 2      | 2      | 0      | —    | —    | 25   | 2    |
| マラガ             | 2012–13      | ラ・リーガ     | 34     | 4      | 1      | 1      | 10   | 3    | 45   | 8    |
| マラガ             | クラブ通算   | クラブ通算     | 57     | 6      | 3      | 1      | 10   | 3    | 70   | 10   |
| フィオレンティーナ | 2013–14      | セリエA        | 26     | 2      | 5      | 1      | 6    | 2    | 37   | 5    |
| フィオレンティーナ | 2014–15      | セリエA        | 23     | 2      | 3      | 0      | 8    | 0    | 34   | 2    |
| フィオレンティーナ | クラブ通算   | クラブ通算     | 49     | 4      | 8      | 1      | 14   | 2    | 71   | 7    |
| レアル・ベティス   | 2015–16      | ラ・リーガ     | 30     | 1      | 2      | 0      | —    | —    | 32   | 1    |
| レアル・ベティス   | 2016–17      | ラ・リーガ     | 28     | 3      | 1      | 0      | —    | —    | 29   | 3    |
| レアル・ベティス   | 2017–18      | ラ・リーガ     | 35     | 4      | 1      | 0      | —    | —    | 36   | 4    |
| レアル・ベティス   | 2018–19      | ラ・リーガ     | 30     | 6      | 7      | 1      | 6    | 0    | 43   | 7    |
| レアル・ベティス   | 2019–20      | ラ・リーガ     | 34     | 8      | 2      | 2      | —    | —    | 36   | 10   |
| レアル・ベティス   | 2020–21      | ラ・リーガ     | 27     | 2      | 3      | 0      | —    | —    | 30   | 2    |
| レアル・ベティス   | 2021–22      | ラ・リーガ     | 21     | 0      | 5      | 2      | 10   | 0    | 36   | 2    |
| レアル・ベティス   | 2022–23      | ラ・リーガ     | 22     | 0      | 1      | 0      | 7    | 1    | 30   | 1    |
| レアル・ベティス   | クラブ通算   | クラブ通算     | 445    | 55     | 43     | 8      | 41   | 2    | 528  | 65   |
| キャリア通算       | キャリア通算 | キャリア通算   | 736    | 86     | 74     | 16     | 101  | 13   | 914  | 115  |

## 代表歴

### 出場大会
- 2002年 - 2007年 スペイン代表
  - 2002年2月13日 - A代表デビュー (対ポルトガル戦)
  - 2002年 - FIFAワールドカップ・日韓大会 (ベスト8)
  - 2004年 - UEFA EURO (1次リーグ敗退)
  - 2006年 - FIFAワールドカップ・ドイツ大会 (ベスト16)

### 試合数
- 国際Aマッチ 51試合 4得点（2002年-2007年）[25]

| スペイン代表 | 国際Aマッチ | 国際Aマッチ |
| 年           | 出場        | 得点        |
| ------------ | ----------- | ----------- |
| 2002         | 9           | 0           |
| 2003         | 8           | 2           |
| 2004         | 9           | 0           |
| 2005         | 9           | 2           |
| 2006         | 7           | 0           |
| 2007         | 9           | 0           |
| 通算         | 51          | 4           |

### 得点
| #  | 開催日        | 開催地                                                         | 対戦国     | スコア | 結果 | 大会                                    |
| -- | ------------- | -------------------------------------------------------------- | ---------- | ------ | ---- | --------------------------------------- |
| 1. | 2003年2月4日  | レオン、エスタディオ・アントニオ・アミリビア                   | アルメニア | 3-0    | 3-0  | UEFA EURO 2004予選                      |
| 2. | 2003年9月6日  | ギマランイス、エスタディオ・D. アフォンソ・エンリケス          | ポルトガル | 0-2    | 0-3  | 親善試合                                |
| 3. | 2005年2月9日  | アルメリア、エスタディオ・デ・ロス・フエゴス・メディテラネオス | サンマリノ | 1-0    | 5-0  | 2006 FIFAワールドカップ・ヨーロッパ予選 |
| 4. | 2005年3月26日 | サラマンカ、エスタディオ・エルマンティコ                       | 中国       | 3-0    | 3-0  | 親善試合                                |

## 獲得タイトル

### クラブ
レアル・ベティス
- コパ・デル・レイ : 2004-05, 2021-22

バレンシアCF
- コパ・デル・レイ : 2007-08

### 個人
- ドン・バロン・アワードブレイクスルー選手賞 : 2001-02